# Neocordulia campana
Neocordulia campana là loài chuồn chuồn trong họ Synthemistidae. Loài này được May & Knopf mô tả khoa học đầu tiên năm 1988.